# Empathy (album Cybotronu)
Empathy – album studyjny zespołu Cybotron. Głównym twórcą płyty jest Richard Davis.

## Lista utworów
1. Empathy 7:50
2. Teknostructure 4:50
3. Babylon Eclipse 4:52
4. Jerusalem 3:27
5. Modern Times 3:26
6. Cybernetika 4:34
7. Rik Vedo 3:27
8. Morphos 5:34
9. Spirit Of The Moon 5:23
10. Millenium Embryo (Child Of The Water And Beyond) 4:54
11. Panic In The Cyberdrome 4:25
12. Sarajevo Boogie 2:50 (chórek - Matt Hinkle, Wolf Ellis; głos - Sue Gillis)
13. Still Dreaming, Still Questing 2:03

- wokal (ścieżki 1 do 11, 13 - Richard Davis)